# Юган Ґадолін
Йоган Ґадолін (швед. Johan Gadolin; 5 червня 1760, Турку, — 15 серпня 1852, Вірмо, поблизу Турку) — фінський хімік, фізик і мінералог. Відкрив рідкісноземельний елемент ітрій.
Йоган Ґадолін народився в Турку, у Фінляндії, що входила в той час до складу Шведського Королівства. Почав вивчати математику в Королівської Академії Турку коли ще мав 15 років, однак визнав її занадто складною і перемкнувся на хімію. У 1779 році Ґадолін продовжив навчання в Університеті Уппсали. У 1786 році провів дворічну наукову подорож по країнах Європи. У 1790 році обраний членом Шведської королівської академії наук. З 1790 по 1822 — професор Королівської Академії Або.

## Відкриття ітрію

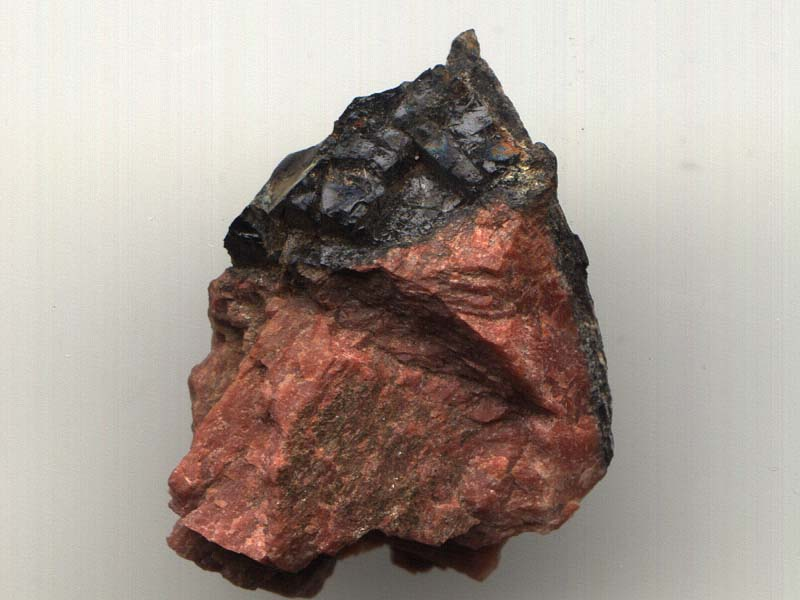
Гадолініт

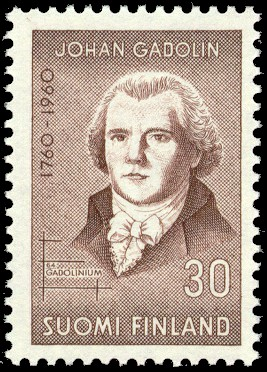
Ґадолін на фінській поштовій марці, присвяченій 200-річчю з дня його народження

Найбільш відомим його вкладом у хімію є аналіз чорного мінералу з урочища Ітербю, що на шведському острові Резарьо (Resarö), яке експлуатувалося для порцелянової фабрики у Стокгольмі. Там у 1788 році офіцер артилерії Карл Аксель Арреніус знайшов невідомий мінерал, що пізніше був описаний Берндтом Ґаєром та Свеном Рінманом, та отримав назву Ґадолініт. Ґадолін отримав зразки цього мінералу і у 1792—1793 роках його дослідив. Хімічний аналіз показав вміст глини, оксиду заліза, силікатної кислоти та значної частини (38 %) невідомого оксиду. Про це він пише секретарю Шведської академії наук. Провівши незалежний аналіз, шведський хімік Андерс Ґустав Екенберґ у 1797 році підтвердив результати Ґадоліна, та цим також і існування невідомого елемента. У металічній формі елемент ітрій був отриманий пізніше Фрідріхом Велером (1824) та Карлом Ґуставом Мосандером (1842).

## Гадоліній
У 1880 році Поль Еміль Лекок де Буабодран отримав оксид гадолінію і назвав елемент на честь дослідника мінералу гадолініту — фінського хіміка Йогана Ґадоліна. 
 Лише у 1935 році вдалося Жоржу Урбану отримати елементарний гадоліній.